# Wurstebrot

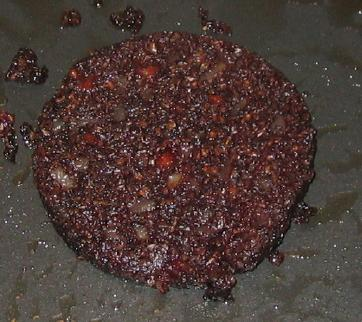
Eine in der Pfanne gebratene Scheibe Wurstebrot, Durchmesser etwa 12 cm

Wurstebrot (mundartlich Wourstbrot oder Möppkes, auch Punkebrot) ist eine Grützwurst aus dem Münsterland und dem Osnabrücker Land, die aus Blut, Roggenschrot, fettem Speck, Schweinefleisch, Mehl und Gewürzen hergestellt wird.

## Zubereitung
Zur Herstellung wird frisches, noch warmes Blut mit Wurstbrühe, Schrot und gewolftem Schweinefleisch vermengt und pikant gewürzt. Die Masse wird zu einem Laib verarbeitet und gekocht.
Bei der Schlachtung im bäuerlichen Betrieb wurde früher eine ganze Anzahl solcher Laibe hergestellt und aufbewahrt. Zur Zubereitung des eigentlichen Wurstebrots bzw. einer „Wourstbrotssoppen“ wurden die kleingeschnittenen Laibe mit ausgelassenem Speck zu einem Brei gekocht und besonders zum Frühstück verspeist. Häufig wird Wurstebrot zusammen mit Leberbrot in dicke Scheiben geschnitten und in der Pfanne gebraten gegessen. Anstatt Leberbrot kennt man in vielen Regionen auch die Zubereitung mit Apfelscheiben. Scheiben süßer Apfelsorten wie z. B. „Dülmener Rose“ werden beim Braten des Wurstebrots mit in die Pfanne gegeben. Die Apfelscheiben geben dem Wurstebrot eine fruchtig-süße Note und werden im warmen Zustand mit verzehrt. Ebenfalls verbreitet ist die Zubereitung mit Leberbrot und Äpfeln. In Scheiben geschnitten zusammen gebraten wird diese Kombination Leber- und Wurstebrot oder auch Wurst- und Wurstebrot genannt.

## Ähnliche Produkte
- Möpkenbrot
- Panhas
- Westfälische Beutelwurst